# Tilemannschule
Die Tilemannschule ist ein Gymnasium in Limburg an der Lahn in Mittelhessen. Benannt wurde die Schule nach dem Limburger Stadtschreiber Tilemann Elhen von Wolfhagen aus dem 14. Jahrhundert.

## Geschichte
Die Tilemannschule führt ihre Geschichte auf das Jahr 1903 zurück, in dem das bereits bestehende Limburger Progymnasium („Gymnasium zu Limburg“) zum Abhalten von Abiturprüfungen befugt wurde. 1905 erhielt die Schule ein neues Gebäude am Fuß des Limburger Schafsbergs. 1958 erhielt die Schule den Namen „Tilemannschule“. Am 27. Oktober 1962 wurde ein Neubau weiter oberhalb am Schafsberg eingeweiht, der, nach zwei größeren Umbauphasen, bis heute die Schule beherbergt. Während der Bauzeit der Kirche St. Hildegard beherbergte die Schule auch deren Gemeinde. Ende 2003 feierte die Tilemannschule 100-jähriges Abiturjubiläum.
Schulleiter ist seit August 2024 Holger Fröhlich.

## Allgemeines
Neben dem sprachlichen Schwerpunkt (die Schüler können Englisch, Latein, Französisch, Spanisch und Altgriechisch erlernen) werden einige Arbeitsgemeinschaften (Homepage, Mathematik, Theater, Schwarzlichttheater, Fußball, Hockey, Tischtennis, Leichtathletik, Rudern etc.) angeboten. Die Schule ist Schulsportzentrum und trägt das vom hessischen Kultusministerium verliehene Prädikat „Partnerschule des Leistungssports“.
Im Januar 2002 wurde die Tilemannschule als eine der ersten hessischen Schulen mit dem Prädikat Schule mit Schwerpunkt Musik ausgezeichnet. Die zahlreichen Chor- und Orchesterformationen der Tilemannschule geben im Laufe des Schuljahres viele Konzerte. Zu nennen sind insbesondere das Adventskonzert im Limburger Dom sowie das Sommerkonzert in der Josef-Kohlmaier-Halle. Zum Schulprofil gehört seit 2003 ein Ganztagesangebot mit der Möglichkeit zum Mittagessen und zur Hausaufgabenbetreuung. Seit dem Schuljahr 2007/2008 können die Schüler der neuen 11. Jahrgangsstufen das deutsch-französische Abitur Abibac belegen. Dafür erlernen sie in bilingualen Kursen (Geographie, Geschichte oder PoWi) die französische Sprache intensiver als im Planunterricht. Die Möglichkeit, diesen deutsch-französischen Abschluss zu erhalten, ist nur an wenigen Schulen in Deutschland gegeben. Seit dem Schuljahr 2015/16 erlangen die neuen Fünftklässler ihr Abitur wieder im neunjährigen gymnasialen Bildungsgang (G9). Vorher wurde nach dem G8-Modell unterrichtet.

## Arbeitsgemeinschaften
An der Tilemannschule gibt es ein Vor- und Sinfonieorchester, einen Sextanerchor, einen Chor der Klassen 6 – 8 und einen Chor der Klassen 9 – Q4 sowie die Tile–Bigband, die gemeinsam das Adventskonzert und das Sommerkonzert veranstalten. Weiter gibt es eine Theater-AG und ein Schwarzlichttheater sowie verschiedene Sport-AGs, unter anderem im Bereich Fußball, Hockey und Rudern. Das Orchester unternimmt zudem fast jedes Jahr eine Konzert- und Probenfahrt auf die Nordseeinsel Wangerooge. Darüber hinaus wird eine Mathematik-AG angeboten und die Homepage-AG kümmert sich um den Webauftritt der Tilemannschule. In Zusammenarbeit mit dem Tanz-Centrum Josat-Dörr wird ein Tanzkurs angeboten. Für diverse Fremdsprachen gibt es ebenfalls jährlich wechselnde AGs.

## Bekannte Lehrer und Schüler

### Lehrer
- Klaus Kleiter, ehemaliger Trainer der Hockey-Nationalmannschaft und Silbermedaillen-Gewinner bei den Olympischen Spielen in Los Angeles (1984) und Seoul (1988), unterrichtete von 1991 bis 2009 Sport, Latein und Lernkompetenzen.

### Schüler
- Heiko Hoffmann (* 1935), CDU-Politiker, 1985–1988 Justizminister von Schleswig-Holstein (Abitur 1957)
- Hansjürgen Rosenbauer (* 1941), Journalist, 1991–2003 Intendant des ORB (Abitur 1962)
- Franz Häuser (* 1945), Jurist, 2003–2010 Rektor der Universität Leipzig (Abitur 1965)
- Theo Zwanziger (* 1945), 2004–2012 Präsident des Deutschen Fußball-Bundes (Abitur 1965)
- Willi Steul (* 1951), Journalist, 2009–2017 Intendant des Deutschlandradios (Abitur 1969)
- Karlheinz Weimar (* 1950), CDU-Politiker, 1987–1991 hessischer Umweltminister, 1999–2010 hessischer Finanzminister (Abitur 1969)
- Mathias Bröckers (* 1954), Journalist und Autor (Abitur 1973)
- Christoph Prégardien (* 1956), Tenor (Abitur 1974)
- Joachim Wuermeling (* 1960), CSU-Politiker, 1999–2005 Mitglied des Europäischen Parlaments, 2005–2008 beamteter Staatssekretär im Bundesministerium für Wirtschaft und Technologie (Abitur 1979)
- Sebastian Wesselborg, Professor für Molekularmedizin (Abitur 1980)
- Frank Simon-Ritz (* 1962), Bibliothekar und Kulturwissenschaftler
- Markus Schöffl (* 1962), Choreograph und ADTV-Tanzlehrer (Abitur 1983)
- Frank Schmidt (* 1966), SPD-Politiker, 2001–2002 und 2005–2009 Mitglied des Deutschen Bundestages (Abitur 1986)
- Marius Hahn (* 1971), seit 2015 Bürgermeister von Limburg (Abitur 1991)
- Frank Bräutigam (* 1975), Fernsehjournalist, Gerichtsberichterstatter
- Andreas Hofmeister (* 1980), CDU-Politiker, seit 2013 Abgeordneter im Hessischen Landtag (Abitur 1999)
- Julia Kleiter (* 1980), Sopranistin (Abitur 1999)
- Thomas Jung (* 1984), Dirigent (Abitur 2004)
- Moritz Polk (* 1990), deutscher Hockey-Nationalspieler (Abitur 2009)
- Lisa-Marie Jeckel (* 1993), Juristin, FW-Politikerin, seit 2021 Abgeordnete im Landtag von Rheinland-Pfalz (Abitur 2013)[6]